# تجارة بالأطفال
تجارة الأطفال تعد شكل من أشكال التجارة بالبشر. وقد عرفتها الأمم المتحدة بانه عمل إجرامي ينتهك حقوق الطفل. تُعرِّف تجارة الأطفال أنها «أي ممارسة يتم بموجبها تسليم شخص دون الثامنة عشرة من قِبل والديه أو ولي أمره لطرف ثالث مقابل مبلغ من المال أو لا، بهدف استغلال ذلك الشخص في أي فعل تجاري أو نقل هذا الشخص من مكانه أو موطنه». لأسباب متنوعة، اجتماعية وثقافية وسياسية واقتصادية مثل: الفقر، الصراع المسلح، إلخ.. يُجبر الضحايا على العمل القسري أو الاستغلال الجنسي أو المشاركة في الحرب ويعرف ب (تجنيد الأطفال). لمكافحة هذه الجريمة، هناك حاجة إلى تعاون دولي متعدد القطاعات.

## تعريف
يُعرَّف الاتجار بالأطفال بأنه تجنيد الطفل أو نقله أو نقله أو الإقامة فيه أو استقباله لغرض الاستغلال. في هذا السياق، ومنظمة العمل الدولية (ILO) تعرف الطفل بأنه شخص دون 18 ans من 18 ans. لكي تكون هناك حركة مرور، من الضروري التحرك في بلد ما أو عبر الحدود. العملية، في هذا السياق، هو الذي يعرف بأنه كل أشكال العبودية أو الممارسات الشبيهة بالرق، مثل العبودية والقنانة، العمل القسري أو التجنيد القسري للأطفال في النزاعات المسلحة. التهديد باستخدام القوة أو غيرها من أشكال الإكراه أو الاحتيال أو الاختطاف أو الخداع أو إساءة استعمال السلطة أو حالات الضعف، في أي وقت من حالات التجنيد والتنقل لا تحتاج إلى أن تكون حاضرا في حالة الأطفال (بخلاف البالغين)، ولكن مع ذلك هي مؤشرات قوية على الاتجار بالأطفال. تحدد منظمة العمل الدولية أن مصطلح «الاتجار بالأطفال» يشمل "أي ممارسة يتم بموجبها تسليم شخص يقل عمره عن 18 ans ، إما من قبل والديه أو ولي أمره إلى طرف ثالث، مقابل الدفع أو بطريقة أخرى، في استغلال الشخص المذكور أو عمله وكذلك أي فعل تجاري أو نقل يكون هذا الشخص موضوعه ".
غالبًا ما يستغل المتاجرون الفقر المدقع للوالدين، مما يجعلهم يعتقدون أن هذه فرصة لابنهم للحصول على فرصة للتدريب المهني ومصدر للدخل. من ناحية أخرى، قد يكون أطفال الشوارع هم ضحايا الاتجار بالأطفال واستغلالهم كجنود أطفال أو عبيد جنس أو خدم في المنازل أو مزارعين، إلخ. في كثير من الحالات، فقد هؤلاء الأطفال أحد والديهم أو كليهما.

## أنواع الاتجار بالأطفال

### دوافع ثقافية
هناك عدة دوافع ثقافية تدعم التسول. في أوروبا، التسول موجود في عدد من الأقليات الثقافية، وهو شائع خصوصا بروما ومجتمعات الرحالة. في تركيا، تم توثيق شبكات عائلية ضمت ثلاثة أجيال من المتسولين، مما يجعل التسول جزءاً أصيلاً من أساليب المعيشة والبقاء. من المهم أن نلاحظ أنه قد يبدو ممارسة ثقافية متأصلة، إلا أن تسول الأحداث تحت ضغوط أسرية يقع ضمن نطاق الإكراه على التسول. إن انتقال الأطفال -  حتى لو كانوا أطفال الشخص نفسه – بهدف استغلالهم من خلال التسول هو نوع من الاتجار بالبشر كما أعربت الأمم المتحدة.
هناك أيضا ممارسة ثقافية أخرى تتضمن تسوية الديون العائلية من خلال اختطاف واستغلال أحد أطفالهم.

### انتهاكات عامة
منظمة اليونسيف وجدت أن الأطفال الذين أجبروا على التسول تم انتزاعهم من أسرهم، كما أنهم يسلمون ما يجنون من دخل لمن يستغلونهم ويتحملون ظروف عمل وأوضاع حياتية غير آمنة، وقد يتعرضون للتشويه بهدف زيادة التربح منهم. إن عملية التشويه - كما تم تبسيطها في فيلم المليونير المتشرد – هي ممارسة شائعة وكما أوضح استعراض قانون بفالو لحقوق الإنسان فإن الأطفال ذوي الاحتياجات الخاصة يجنون ثلاثة أضعاف ما يجنيه أقرانهم من الأطفال المتسولين. بالإضافة إلى التسبب بالعمى وبتر الأطراف، هناك أنواع أخرى من الإيذاء الجسدي تهدف إلى زيادة التربح مثل سكب الفلفل الحار على اللسان للتسبب بصعوبات في النطق، استخدام الأفيون للتسبب بالبكاء، حقن الأطفال بالعقاقير التي تسبب فرط النشاط. إن الشهادات ضد زعماء عصابات الاتجار بالأطفال أوضحت احتجاز الأفراد في غرف لا يتم إمدادها بالماء والضوء والطعام لجعل الضحايا يبدون ضعفاء مما يزيد من فرص جمع التبرعات.
إن الأوضاع التي تحيط بالأطفال المتسولين تعرضهم لمزيد من الأذى الجسدي واللفظي، الذي يتضمن أيضاً الأيذاء الجنسي وعنف الشرطة.
أظهر بحث قامت به منظمة هيومان رايتس ووتش أنه بانقضاء ساعات التسول فإن الأطفال في نهاية اليوم لا يجدون ملجأ ولا طعاماً ولا يكون متاحاً لهم الوصول لمقدمي الخدمة الطبية حيثما يقيمون. علاوة على ذلك، فإن العديد من العصابات التي تدير شبكات التسول متورطون في الاتجار بالمواد المخدرة، لذلك فإن الأطفال تحت سيطرتهم عادة ما يتحولون لمدمنين مما يجعلهم أكثر خضوعاً لمن يستغلونهم.

## الآليات
يتكون الإتجار بالأطفال عادة  من ثلاثة مراحل وهم التجنيد، والنقل، والاستغلال. ويحدث التجنيد عن طريق اقتراب الخاطف من الطفل، وفي بعض الحالات يذهب الطفل نفسه للخاطف، ويبدأ ذلك بعدة طرق منها أن يكون المراهقين تحت ضغط المساهمة مع عائلاتهم، وقد يتم اختطاف الأطفال من أجل التجارة، وبعد ذلك تأتي مرحلة النقل -سواء محليًا أو دوليًا- عن طريق عدة وسائل السيارات أو القطار أو المراكب أو سيرًا. وفي النهاية نأتي للهدف الرئيسي من العملية وهو استغلال الأطفال، حيث يستغل المتاجرون خدمات الأطفال للحصول على مكاسب غير قانونية، وقد يأتي الاستغلال في عدة صور منها العمالة الجبرية، والاستغلال الجنسي، والتسول، وغير ذلك.

### إطار العرض والطلب
يتم دراسة تجارة الأطفال عادة باستخدام نموذج العرض والطلب الاقتصادي، وبالتحديد يمثل الأطفال العرض بينما يمثل المتاجرون وكل من يستفيد منهم الطلب، وهناك نوعين من الطلب هما طلب المستهلك، والطلب المشتق.
يتم توليد طلب المستهلك عن طريق الأشخاص الذين يشترون المنتجات أو الخدمات التي يقدمها سوق الإتجار، مثل السياح الذين يشترون قمصان تم صناعتها من أطفال تم استغلالهم. أما الطلب المشتق فهو الناشيء عن الأشخاص الذين يستفيدون مباشرةً من هذا النشاط، مثل القوادين أو أصحاب المصانع الفاسدين.
قام البروفيسور كيفين بيلز بدراسة موسعة حول تطبيق هذا الإطار الاقتصادي على حالات الإتجار بالبشر، وقد أكد أن هذا شيء محوري لفهم كيفية بدء واستمرار هذه التجارة. وقد أكد بالتعاون مع زملائه: إليزابيث ويتون، وإدوارد شاوار، وتوماس جالي أنه يجب على الحكومات وضع سياسات فعالة لتقليل نوعي الطلب، وبالتالي القضاء على هذا النوع من التجارة.

## سياق القضية في أفريقيا
يمكن أن يكون للاتجار بالأطفال مجموعة متنوعة من الأسباب ذات الجانب الاجتماعي - الثقافي أو الاقتصادي أو السياسي. في أفريقيا، على وجه الخصوص، يعد عمل الأطفال ملاذًا مهمًا للتواصل الاجتماعي للمجتمع التقليدي. على عكس المجتمع الصناعي، فإن تجربة التنشئة الاجتماعية تتم خارج المدرسة. من ناحية أخرى، كان التدهور الاقتصادي للقارة، مثل تخفيض قيمة فرنك CFA ، وبرامج التكيف الهيكلي من قبل صندوق النقد الدولي (IMF) والبنك الدولي عوامل في تضخيم الاتجار بالأطفال. يعكس اتجاه حركة المرور بشكل عام تدفقات الهجرة. لا تزال الحركة أكثر المناطق حرمانًا بالنسبة لتلك المناطق الأكثر أمانًا من الناحية الاقتصادية (المناطق الحضرية والمزيد من البلدان المتقدمة، ولكن أيضًا المناطق الريفية التي توفر فرص عمل موسمية).

### ثقافيا اجتماعيا
فيما يتعلق بمفهوم عمل الأطفال، في المجتمع الأفريقي، وخاصة في غرب إفريقيا، يتعلم الأطفال القواعد ويدمجون المجتمع من خلال العمل مع الأطفال. إنه بالأحرى اللجوء إلى التنشئة الاجتماعية الأساسية في المجتمع التقليدي. تلقى الأطفال التدريب التقني أو التعليم من خلال التنشئة الاجتماعية من خلال المساهمة أسرهم والمجتمع. لذا فإن رسوم عمالة الأطفال كضحية محتملة هي وجهة نظر تركز بشكل كبير على المجتمعات الصناعية التي تحد من التنشئة الاجتماعية وتدريب الأطفال حسب المدرسة. بالإضافة إلى ذلك، يكلف الآباء أطفالهم بأفراد الأسرة أو الأصدقاء لتلقي التعليم في غرب إفريقيا. يمكن اعتبار ممارسة "confiage" بمثابة تبني جزئي أو موضع ترحيب لتعزيز الصلة بين العائلات. يعتبر الوصي التلميذ هو طفله ويعتني به لفترة. في الأسرة الحاضنة، يساعد الأطفال الشؤون الداخلية أو يعملون من أجل تعليمهم. في هذه الحالة، ليست عبودية مُقر عليها، بل هي إرث لتعليم الأطفال. هذا الزي هو في العقد المتبادل للتبادل لتعليم وتدريب الأطفال. هذا هو ما يسمى حركة المرور من أجل «إساءة استخدام تقليد الأسرة الممتدة لأفريقيا.». في هذا السياق، تهتم حركة المرور بشدة بالعلاقة بين الوالدين والمتاجر. ما يستخدمه المتجرون ويستغلونه هو صهر الدعوى والوضع الاقتصادي للفقر في سياق واسع من التنمية غير المتكافئة.

### سياسيا واقتصاديا
تعاني البلدان في أفريقيا من أدنى مستويات الحياة في العالم مع التوزيع غير المتكافئ للثروة، والتحضر السريع ولكن دون رقابة، والدخل المنخفض، وارتفاع معدلات البطالة والديون ضخمة. يعتمد اقتصاد القارة اعتمادًا كبيرًا على الزراعة والموارد المعدنية، التي تتأثر بالطقس ويصعب التنبؤ بها. بعد الثمانينيات من القرن الماضي، تدهور الوضع الاقتصادي في غرب إفريقيا بسبب انخفاض قيمة الفرنك الأفريقي وسقوط برامج التكيف الهيكلي من قبل المؤسسات المالية الدولية. في هذا السياق، يسهل هذا التدهور الاقتصادي تطوير وإنشاء شبكة إجرامية عبر وطنية، ويعزز نموذجًا ثقافيًا يمكن للمال من خلاله شراء كل شيء، بما في ذلك الإفلات من العقاب والسلطة السياسية والوضع الاجتماعي والاحترام. نتيجة لذلك، يستخدم المهربون تطلعات أولئك الذين يعيشون في فقر ويسعون إلى حياة أفضل. ومع ذلك، فإن النزاعات المسلحة في القارة تسهم في تطوير هذه الجريمة. يلعب التجار دور تجنيد الأطفال الجنود في غرب إفريقيا عن طريق تحفيز الأطفال وأولياء أمورهم بالمال. على سبيل المثال، استخدمت الحكومة السيئة وقوة التمرد الأطفال المخطوفين كجنود لكسب الحرب الأهلية. تلتزم كوت ديفوار وليبيريا وسيراليون بتجنيد الأطفال الجنود للفوز في الحرب الأهلية؛ تقدر بعثة الأمم المتحدة في سيراليون (UNAMSIL) أن غالبية 6٬845 soldats (بينهم 529 filles)، وفي ليبيريا حوالي 10٪ من بين 6٬000 soldats كانوا أطفالًا في الحرب الأهلية التي بدأت منذ ذلك الحين في نهاية عام 1989.
ومع ذلك، تشارك غرب إفريقيا أكثر من 70 ٪ من إنتاج الكاكاو (كوت ديفوار 38 ٪، غانا 21 ٪، الكاميرون 5 ٪ ونيجيريا 5 ٪). لذا فإن الدخل من إنتاج الكاكاو مهم جدًا لاقتصادات بلدان غرب إفريقيا. على سبيل المثال، تعد كوت ديفوار أكبر مصدر للكاكاو  ، وكوت ديفوار وغانا هما أكبر منتجين في العالم، حيث يمثلان 80٪ من إجمالي الإنتاج في غرب إفريقيا. في المقابل، يعيش صغار المزارعين عمومًا في فقر، وغالبًا ما يكون السعر الذي يدفعه مشترو الكاكاو للمزارعين منخفضًا بشكل لا يصدق. في أسوأ الحالات، يجب على المزارعين الذين لا يملكون أراضيهم إعطاء نسبة عالية من أرباحهم لمالك الأرض. هذه العوامل تساهم في خلق ظروف استغلال العمالة وفي الطلب على عمل الأطفال. وبالتالي، فإن انخفاض الربحية الزراعية، والافتقار إلى الفرص الاقتصادية وتقليل الدخل المالي لسكان الريف يفسر التحول في العمل عمالة الأطفال في القطاع الزراعي التقليدي. ومع ذلك، تناولت العديد من الصحف موضوع عمل الأطفال القسري في المنطقة؛ اكتشفت بي بي سي أطفالاً يعملون بدون أجر في مزرعة الكاكاو في كوت ديفوار وغانا بعد بيعها  ؛ وجد صحفيو سي إن إن أن بعض الشركات الأكثر شهرة في العالم تسيء استخدام عمالة الأطفال والاتجار بهم والعبودية، وهذا ليس من غير المألوف في صناعة ما  ؛ أصدرت المنظمة غير الحكومية هيومن رايتس ووتش تقريراً إلى الجمهور عن الاتجار بالأطفال في توغو والقارة؛ تصف وثائق التقرير كيف يتم استغلال الأطفال الذين لا تتجاوز أعمارهم ثلاث سنوات كعمال منزليين وزراعيين في العديد من البلدان.

### الاستغلال الجنسي
الأطفال معرضون بشدة للاستغلال الجنسي، خاصة في حالات النزاع. في عام 2004، قدرت اليونيسف أن 40 في المائة من جميع النساء والفتيات تعرضن للإيذاء في ليبيريا، وأن نصف جميع نساء وفتيات سيراليون تعرضن للإيذاء الجنسي. وفقا لمنظمة العمل الدولية، 1.39 مليون شخص هم ضحايا الاستغلال الجنسي التجاري و 40 إلى 50 ٪ منهم من الأطفال. ما بين 28,000 و 30,000 طفل دون سن 18، نصفهم تقريباً بين 10 و 14 عامًا، يمارسون الدعارة في جنوب إفريقيا. الفتيات يتأثرن ويتعرضن للاتجار بهن بشكل غير متناسب، لا سيما لأغراض الاستغلال الجنسي التجاري وعمالة الأطفال في المنازل.
- استخدام الأولاد والبنات والمراهقين في أنشطة جنسية مدفوعة الأجر نقدًا أو عينيًا (يشار إليها عادةً باسم بغاء الأطفال) في الشارع أو في مؤسسات مثل بيوت الدعارة والديسكو وصالونات التدليك والحانات الفنادق والمطاعم، من بين أمور أخرى؛
- الاتجار بالفتيان والفتيات والمراهقين بغرض الاستغلال الجنسي التجاري؛
- السياحة الجنسية مع الأطفال؛
- إنتاج المواد الإباحية عن الأطفال وترويجها وتوزيعها؛
- استخدام الأطفال في العروض الجنسية (عامة أو خاصة).

على وجه الخصوص، غالباً ما ترتبط هجرة النساء وعمالة الأطفال بالبغاء والاستغلال وحتى أشكال الرق الحديثة. يتم الاتجار بالأطفال والنساء من غرب إفريقيا في المنطقة وفي أوروبا والشرق الأوسط وشبه الجزيرة العربية. زيادة الدعارة المحلية للهجرة من الريف إلى الحضر، يتم تهجير مئات الآلاف من الشابات والأطفال إلى المراكز الحضرية في اليابان وأوروبا الغربية والغرب. أمريكا الشمالية للبغاء.

### تجنيد الأطفال

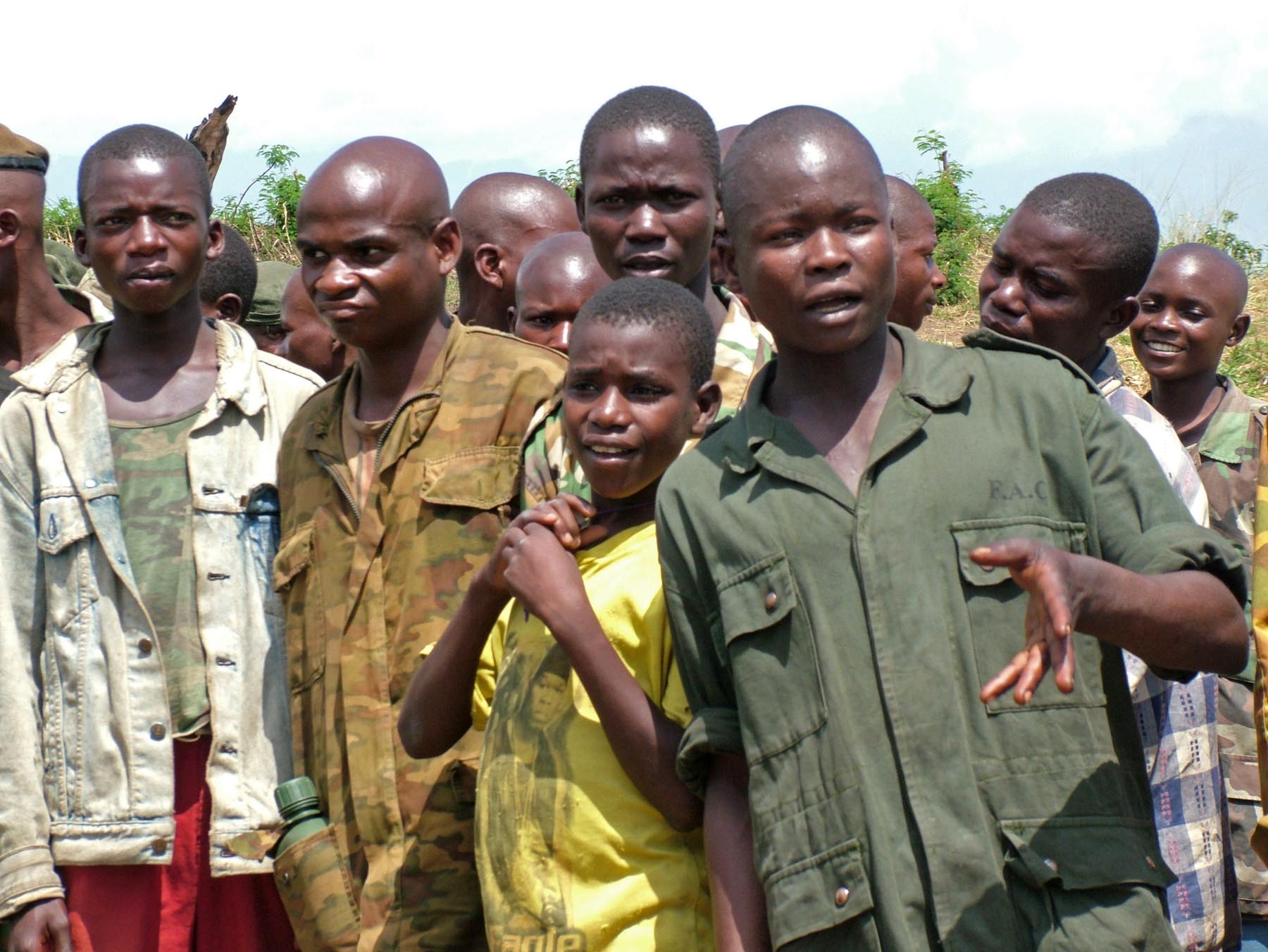
الجنود الأطفال في جمهورية الكونغو الديمقراطية.

تقدر اليونيسف أن 250٬000 enfants ما زالوا مستغلين في النزاعات المسلحة حول العالم. يتم اختطاف الأطفال من المدارس، في الشارع، حتى في المنزل. بالإضافة إلى ذلك، هناك تأكيد على أن جميع الأطفال الجنود، باستثناء أولئك الذين ينشطون في ميليشيات حماية المجتمع المحلي، مثل ماي ماي في جمهورية الكونغو الديمقراطية، هم ضحايا الاتجار بالأطفال. ويوضح أن هذا هو السبب في أن انتقال الطفل من ساحة معركة أو معسكر إلى آخر يؤدي دائمًا إلى درجات متفاوتة من الخداع أو التلاعب أو القوة 
"أي طفل - فتى أو فتاة - تقل أعمارهم عن 18 عامًا، ويشكل جزءًا من أي نوع من القوات المسلحة النظامية أو غير النظامية أو جماعة مسلحة بأي صفة بما في ذلك على سبيل المثال لا الحصر: الطهاة والحمالون، رسل، وأي شخص يرافق هذه المجموعات بخلاف أفراد الأسرة. ويشمل الفتيات والفتيان المجندين لممارسة الجنس القسري و / أو الزواج القسري. لذلك، لا يشير التعريف إلى الطفل الذي يرتدي أو يحمل أسلحة. (استنادا إلى "مبدأ كيب تاون، 1997)"
في هذا السياق، يعتبر الطفل الجندي شكلًا من أشكال الاتجار بالأطفال لأن الأفعال المطلوبة للجندي الطفل خطرة بما يكفي للتدخل في حق الطفل الأساسي في التعليم والصحة والتنمية. يتم اختطاف الأطفال، ولكن يتم تجنيدهم أيضًا من قبل المتجرين. يغري المتاجرون الأطفال وأولياء أمورهم بالمال. بمجرد أن يصبح الأطفال ضحايا، يتم استغلالهم ليس فقط من أجل النزاع ، ولكن أيضًا في شكل استغلال جنسي أو تسول. في أسوأ الحالات ، يتم بيعها إلى المتجرين أو الجماعات المسلحة الأخرى حتى بعد النزاع.
على وجه الخصوص ، في معظم النزاعات المسلحة في أفريقيا ، وخاصة الغرب ، بما في ذلك في سيراليون وليبيريا وموزمبيق والسودان وجمهورية الكونغو الديمقراطية وأنغولا ورواندا والصومال. وكوت ديفوار وبوروندي ، تم تجنيد الأطفال الذين تقل أعمارهم عن 18 سنة وإكراههم والتلاعب بهم للانضمام إلى الحكومة والمتمردين المسلحين والميليشيات. تستأثر إفريقيا وحدها بأكثر من 120.000 طفل من الجنود في هذه البلدان التي مزقتها الحرب. حجم المشكلة هو أن أفريقيا تمثل 40٪ من إجمالي التقديرات العالمية البالغ 300,000، والمشكلة هي أن 40٪ من التقدير الإجمالي يشمل الفتيات.